# Dreifuß
Dreifuß (altgriechisch τρίπους trípous, von τρίς trís, deutsch ‚drei‘ und ποῦς poús, deutsch ‚Fuß‘) ist allgemein die Bezeichnung für ein dreifüßiges Gefäß oder Möbel, im Besonderen aber für ein Gestell, auf das ein Gefäß aufgesetzt werden kann. Dreifüße sind in nahezu allen Zeiten und Kulturen zu finden. Sie gehörten als dreifüßiges Gestelle, die über das Feuer gesetzt werden und als Untersatz für Gefäße dienen, neben dem (Koch-)Kessel zur Grundausstattung der Wandervölker. Später wurden sie zum Symbol des Sieges über Haus und Herd des Feindes; sie wurden daher oft als Siegespreis öffentlich ausgestellt und als Weihgeschenk der Obhut einer Gottheit unterstellt. Ein ähnliches Gerät war der ''Chytropous''.
Am bekanntesten wurde der Dreifuß in seiner Funktion als Sitz der Orakelpriesterin Pythia in Delphi. Für den chinesischen Dreifuß siehe unter Ding (Gefäß).

## Formen

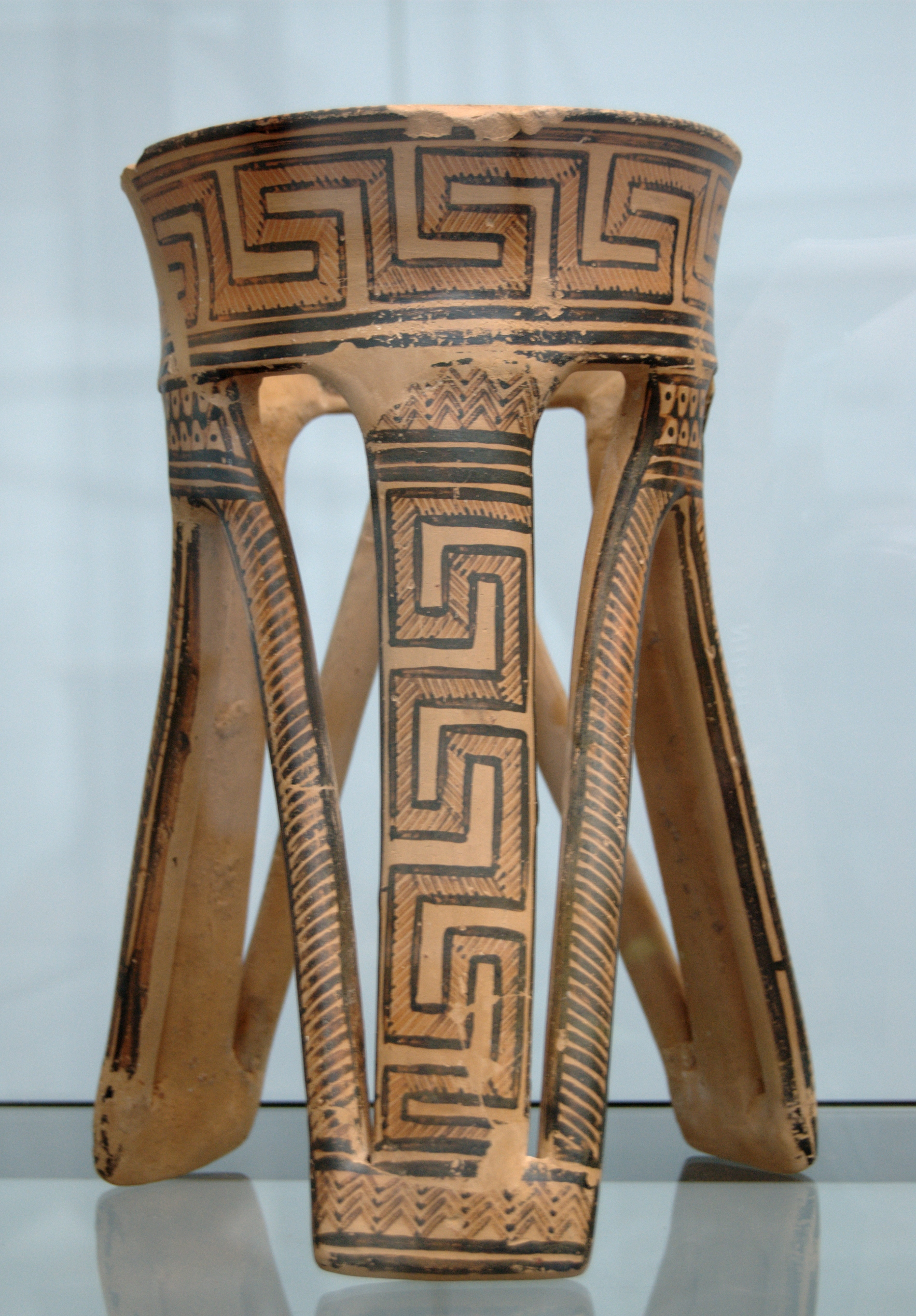
Ein geometrisch verzierter Tondreifuß aus dem 9. Jh. v. Chr. (Die Grabbeigabe ahmt ein kostbareres Bronzegerät nach.)

Für den griechischen Kulturraum sind folgende Erscheinungsformen und Phasen zu unterscheiden:
- Cyprische Dreifüße sind eine Sonderform orientalischer Stabdreifüße und wurden schon zu Beginn des ersten Jahrtausends v. Chr. hergestellt. Sie wurden meist aus Bronze gegossen und ornamental verziert. In seltenen Fällen zeigt der obere Kranz Tierfiguren, doch meist ist der Schmuck abstrakt. Cyprische Dreifüße wurden seit der submykenisch-protogeometrischer Zeit auch auf die Peloponnes und griechische Inseln importiert; Fundstücke sind etwa aus Kreta, Athen und Tiryns belegt. Diese frühen Dreifüße dienten als Kessel- und Gefäßuntersätze und wurden wohl in der Regel dazu benutzt, diese Gefäße über das Feuer zu stellen, so dass Speisen und Badewasser darin erwärmt werden konnten.

- Geometrisch-griechische Dreifüße wurden ab der protogeometrischen Zeit und bis ins 7. Jh. v. Chr. geschaffen. Auch sie trugen normalerweise einen Kessel, der aber flach und eher schalenartig war. Er hatte zwei hochgestellte Ringhenkel. Während der Kessel selbst meist aus Bronze getrieben wurde, waren die Henkel wie auch die Beine und der figürliche Schmuck häufig gegossen. Die Ringhenkel zeigten häufig figürlichen Schmuck, vor allem Pferde und Krieger, aber auch andere plastische Figuren. Der übrige Schmuck war eher einfach und geometrisch. Diese Dreifüße wurden vor allem in den Heiligtümern entdeckt, z. B. in Olympia.

- Griechische Stabdreifüße wurden von Beginn des 7. bis zum Ende des 6. Jahrhunderts produziert. Kessel und Untersatz waren nun grundsätzlich getrennte Konstruktionen. Die Dreifüße bestanden zunächst aus Eisengestänge mit Bronzefittings; in der späteren Zeit wurden sie ganz aus Bronze gegossen. Das bekannteste Exemplar ist der Dreifuß von Metapont, der sich in Berlin befindet.

- Etruskische Stabdreifüße waren eine Weiterentwicklung der griechischen Stabdreifüße. Auch sie wurden – häufig in Vulci – aus Bronze gegossen, zeigten aber reichen figürlichen Schmuck. Ihre Blütezeit waren das 6. und das 5. Jh. v. Chr.

## Der Dreifuß von Delphi

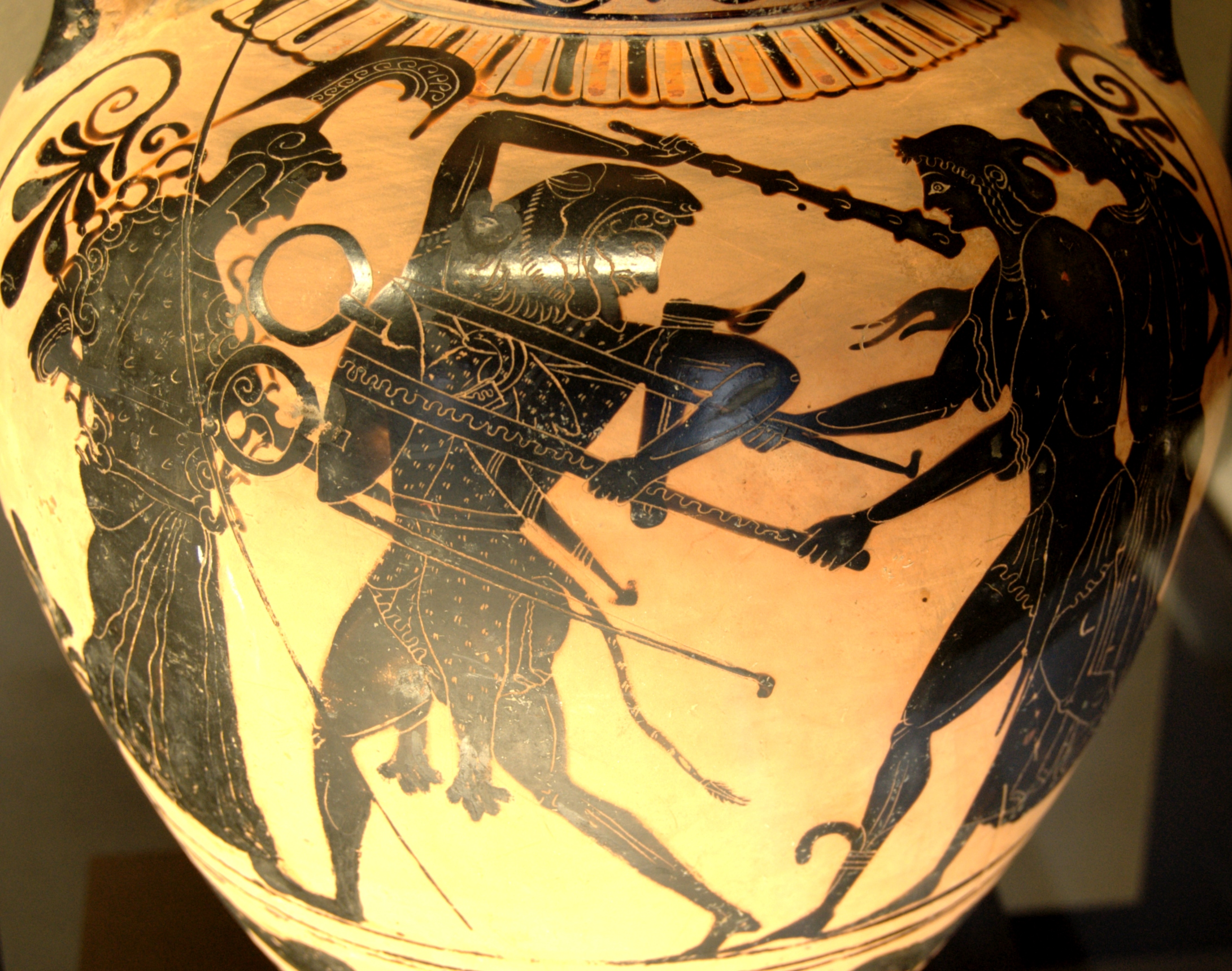
Herakles und Apollon kämpfen um den Dreifuß. Das Vasenbild zeigt einen griechischen Stabdreifuß (Ende des 6. Jh. v. Chr.)

Die Einführung des Dreifußes als Gegenstand der Verehrung in Delphi ist möglicherweise auf die Atheneverehrung der Kreter zurückzuführen, denen die Errichtung sowohl des Apollon- als auch des Atheneheiligtums bei Delphi zugeschrieben wird. Mehrere antike Kunstwerke, so auch das Relief am Giebel des Schatzhauses der Siphnier in Delphi, setzen einen Mythos um, nach dem Herakles seinem Halbbruder Apollon den Dreifuß von Delphi raubte. Er war zur Entsühnung nach Delphi gekommen, nachdem er in einem Anfall von Verblendung seine Kinder und Iphitos getötet hatte. Da aber Mörder keinen Zugang zum heiligen Bezirk hatten, wurde er abgewiesen und sah sich gezwungen, gewaltsam einzudringen und den Dreifuß zu entführen, um seine Rehabilitation zu erzwingen. Es kam zu einem Kampf mit Apollon, der erst durch das Eingreifen des Zeus beendet wurde. An der Stelle, an der die Versöhnung stattgefunden hatte, wurde die Stadt Gythion gegründet.

## Der Dreifuß als Gerät der Mantik
Der Dreifuß ist eng mit dem Apollonkult verbunden. Ob Pythia grundsätzlich auf einem Sitz, der mit seinen drei Beinen über die Erdspalte gestellt wurde, aus der die inspirierenden Gase aufstiegen, vorzustellen ist, oder ob sie auch auf einem Kessel gesessen haben kann, der seinerseits auf den Dreifuß gesetzt wurde, ist umstritten.
Es ist jedenfalls anzunehmen, dass schon vor der Einsetzung der Pythien eine Verbindung zum Orakel von Delphi bestand. Aufgrund der engen Beziehung zwischen den Gottheiten Apollon und Dionysos ging der Brauch, Dreifüße als Weihegaben aufzustellen, auch von den Apollon- auf die Dionysosheiligtümer über, während andere Gottheiten nur ausnahmsweise und in der Regel auf Weisung Apollons mit Dreifußgaben bedacht wurden. Obwohl auch als Anathema verwendet, stand der Dreifuß wohl, soweit ihm über den praktischen Alltag hinaus Bedeutung zugewiesen wurde, immer in Zusammenhang mit dem Glauben an Orakel und göttliche Eingebungen.

## Der Dreifuß in GoethesFaust
Auch Goethe benutzt in den letzten Szenen des ersten Akts des Faust II den Dreifuß als Symbol tiefer Erkenntnis, die sich der Magier und Seher Faust bei seinem Abstieg in die Unterwelt, dem „Gang zu den Müttern“,  mit einem Schlüssel  eröffnen soll. Ein Bezug zum gleichseitigen Universaldreieck, das laut Plutarch (Verfall der Orakel, Kap. 22) aus 183 Welten besteht, und zur innerhalb des Dreiecks befindlichen Fläche, dem Feld der Wahrheit, ist nicht auszuschließen; zumindest gab Goethe seinem Gesprächspartner Johann Peter Eckermann einen Hinweis auf Plutarch.
Einer weiteren Deutung zufolge hat der Schlüssel als Phallussymbol und der Dreifuß als weiblicher Schoß zu gelten. Damit wäre Fausts Beschwörung der Geistererscheinungen Paris’ und Helenas als symbolischer Zeugungsakt zu verstehen und in einen gewissen Zusammenhang mit dem Thema „Mütter“ gestellt.
Schließlich ist noch darauf hinzuweisen, dass die gesamte Szene in einem ironisch gebrochenen Kontext steht: Faust soll auf Verlangen des Kaiserhofes und zu dessen Unterhaltung die Geistergestalten heraufbeschwören; Mephisto erklärt sich zunächst, ähnlich wie im ersten Teil der Tragödie bei Fausts Verlangen nach dem reinen, unschuldigen Gretchen, als machtlos und nicht zuständig und verschafft seinem Kumpan – wie er Faust in diesem Zusammenhang einmal selber nennt – dann doch die nötigen Requisiten. Im Souffleurkasten kauernd, verfolgt er anschließend Fausts Geistervorführung. Diese kann durch eine Laterna magica ermöglicht werden, die aber ihr Bild nicht, wie herkömmlich, auf eine Wand, sondern auf den aus dem Dreifuß aufsteigenden Rauch projiziert.

## Der Dreifuß als Wertgegenstand und Währungseinheit

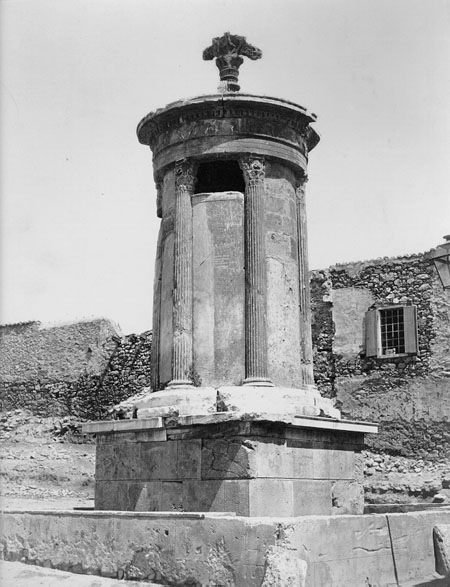
Das Lysikratesmonument um 1880

Sowohl der dreibeinige Unterbau als auch der metallene Kessel eines Dreifußes galten als geschätzte Geschenke und teure Wertgegenstände. Die Werteinheiten τρίπους und λέβης (Kessel) auf Münzen aus Knossos und Gortyn beweisen, dass es sich bei den frühen Dreifüßen um regelrechte Zahlungsmittel gehandelt haben muss. Auch in den homerischen Epen wird der hohe Wert mehrfach betont und sogar durch Vergleiche recht genau angegeben. In der Odyssee (XV, 84) wird der Wert eines Dreifußes mit dem eines goldenen Bechers oder eines Paars Maultiere gleichgesetzt, in der Ilias (VIII, 290) gar mit dem eines Pferdegespanns samt Wagen oder einer Frau. Auch unter erhofften oder tatsächlich überreichten Geschenken werden häufig Dreifüße aufgelistet.
Bei sportlichen Veranstaltungen wurden häufig Dreifüße als Preise ausgesetzt, so etwa von Achilleus in der Ilias (XXIII, 264). Aber auch Siege auf musischem Gebiet wurden mit Dreifüßen belohnt. Während allerdings ursprünglich wohl die Sieger in diesen Wettkämpfen ihre Preise mit nach Hause nehmen und nach Gutdünken verwenden konnten, waren die Siegerdreifüße in späteren Zeiten dazu bestimmt, als Weihegeschenke an Ort und Stelle zu verbleiben (Herodot I, 144). Besonders große Anathemata benötigten einen stützenden und erhöhenden Unterbau. Daraus lässt sich die Entstehung der Dreifußstatuen erklären, die, figürlich ausgearbeitet, die Stabilität der Konstruktion erhöhten und eine zentrale mittlere Stütze unter dem Kessel oder der Schale ermöglichten. Die Dreifußbasen dieser – oft von siegreichen Choregen – öffentlich aufgestellten Weihegeschenke entwickelten sich bis hin zu Dreifußbauten. Ein bekanntes Beispiel dafür ist das Lysikratesmonument.